# Afrogarypus seychellesensis
Espèce
Synonymes
- Geogarypus seychellesensis Beier, 1940

Statut de conservation UICN

 CR B1ab(iii) : 
En danger critique
Afrogarypus seychellesensis est une espèce de pseudoscorpions de la famille des Geogarypidae.

## Distribution
Cette espèce est endémique des Seychelles. Elle se rencontre sur Praslin.

## Systématique et taxinomie
Cette espèce a été décrite sous le protonyme Geogarypus seychellesensis par Beier en 1940. Elle est placée dans le genre Afrogarypus par Harvey en 1986.

## Étymologie
Son nom d'espèce, composé de seychelles et du suffixe latin -ensis, « qui vit dans, qui habite », lui a été donné en référence au lieu de sa découverte, les Seychelles.

## Publication originale
- Beier, 1940 : Die Pseudoscorpionidenfauna der landfernen Inseln. Zoologische Jahrbücher, Abteilung für Systematik, Ökologie und Geographie der Tiere, vol. 74, p. 161-192.